# Ljubljanski ŠK
Ljubljanski ŠK , pełna nazwa Ljubljanski šahovski klub – słoweński klub szachowy z siedzibą w Lublanie, dwukrotny mistrz kraju.

## Historia
Klub został założony w 1912 roku jako pierwszy klub szachowy w Słowenii. Jego pierwszym przewodniczącym był Henrik Pfeifer. W 1954 roku klub uczestniczył w Prvej lidze Jugoslavije, jednak zajął wówczas przedostatnie miejsce i spadł. W kolejnym roku zespół zajął drugie miejsce w drugiej lidze i powrócił na najwyższy poziom rozgrywkowy. W sezonie 1956 klub został sklasyfikowany na piątym miejscu w Prvej lidze, a w latach 1957–1958 zajął czwarte miejsce.
Po rozpadzie Jugosławii klub przystąpił do rozgrywek Državnej članskiej ligi, zostając wicemistrzem Słowenii w latach 1996–1998. W 2000 roku zespół był czwarty w lidze, a w sezonie 2002 zajął trzecie miejsce, za ŠK Nova KBM Kovinar Maribor i ŽŠD Maribor ŠK Piramida. W 2003 roku klub zdobył tytuł mistrza kraju, który obronił rok później. W sezonie 2007 zespół został wicemistrzem kraju, ulegając jedynie ŠD Ptuj. W 2010 roku klub wycofał się z rozgrywek pierwszoligowych.
Zawodnikiami klubu byli m.in.: Ołeksandr Bielawski, Enver Bukić, Iván Faragó, Arkadij Naiditsch, Duško Pavasovič, Jewgienij Swiesznikow i Milan Vidmar jr.